# Un otoño sin Berlín
Pour plus de détails, voir Fiche technique et Distribution.
Un otoño sin Berlín est un film espagnol réalisé par Lara Izagirre, sorti en 2015.

## Synopsis
June revient dans sa ville natale pour retrouver son père et Diego, son premier amour.

## Fiche technique
- Titre : Un otoño sin Berlín
- Réalisation : Lara Izagirre
- Scénario : Lara Izagirre
- Musique : Joseba Brit
- Photographie : Gaizka Bourgeaud
- Montage : Ibai Elortza
- Production : Gorka Izagirre
- Société de production : Gariza Produkzioak
- Pays :  Espagne
- Genre : Drame
- Durée : 95 minutes
- Date de sortie : 
  - Espagne : 13 novembre 2015

## Distribution
- Irene Escolar : June
- Tamar Novas : Diego
- Lier Quesada : Nico
- Naiara Carmona : Ane
- Ramón Barea : Aita
- Mariano Estudillo : Aitor
- Itziar Ituño : Sofía
- Paula Soldevila : Pili

## Distinctions
Le film a reçu le prix Goya du meilleur espoir féminin pour Irene Escolar.